# 三宅小まめ
三宅 小まめ （みやけ こまめ、1910年（明治43年）- 2009年（平成21年）7月21日）は祇園甲部芸妓、京舞井上流名取。京都市東山区出身。実家は屋形（置屋）を営む。
10代前半で舞妓から出て（当時、舞妓は10歳前後でお座敷に出ていた）、15歳のころに衿替えをし、以来、祇園の舞い手としてお座敷や『都をどり』、『温習会』などで活躍した。小まめという芸名は最初、小豆と表記していたが、本人はそれを嫌がり改名したといわれる。1997年（平成9年）、京都伝統技芸振興財団より第1回伝統技芸保持者に認定される。同年11月、京都府行催事功労者表彰、1998年（平成10年）、京都市自治100年記念表彰を受けた

## 著書
- 『祇園うちあけ話 お茶屋のこと、お客様のこと、しきたりのこと』 森田繁子と共著 PHP研究所発行（2004年7月）　ISBN 4569662250(10桁番号)、ISBN 978-4569662251(13桁番号)